# Juncus fulvescens
Juncus fulvescens là một loài thực vật có hoa trong họ Juncaceae. Loài này được Fernald mô tả khoa học đầu tiên năm 1933.